# Неманя Трифунович
Неманя Трифунович (серб. Nemanja Trifunović / Немања Трифуновић; 29 червня 2004) — сербський футболіст, нападник «Партизана».

## Клубна кар'єра
Трифунович виступав за юнацькі команди «Бораца» з Чачака. Згодом перебрався до белградського «Партизана». У вересні 2020 року підписав свій перший професіональний контракт з клубом. Після перемоги в Юнацькій лізі Сербії він проходив підготовку з першою командою під керівництвом тренера Ігоря Дуляя. Згодом він продовжив контракт з клубом до кінця липня 2023 року.
6 серпня 2023 року дебютував у другому турі сербської Суперліги сезону 2023/24, замінивши на 84 хвилині Ксандера Северіну в матчі з «Воєводиною». 24 серпня вийшов у плей-оф кваліфікації Ліги конференцій проти «Норшеллана» (0:5). 7 грудня вперше вийшов у стартовому складі «Партизана» в 1/8 фіналу Кубка Сербії сезону 2023/24 проти «Графичара» (1:1). 25 травня 2024 року в поєдинку проти «Радничків» із Крагуєваця Неманя забив свій перший гол за «Партизан».

## Виступи за збірну
У квітні 2021 року зіграв за юнацьку збірну Сербії до 18 років у двох товариських матчах проти Боснії та Герцеговини.